# Rudolf Heuson
Rudolf Heuson (bis 1936 Heusohn; * 7. Februar 1884 in Steinach, Königreich Württemberg; † 1. September 1955 in Hörlitz, DDR) war ein deutscher Förster und Pionier der Rekultivierung von Kippenflächen des Braunkohlenbergbaus, der vor allem in der Niederlausitz tätig war.

## Leben

### Bis 1922
Heuson wurde 1884 in Steinach geboren. Nach dem Abschluss der Schule machte er eine Ausbildung zum Förster. Von 1903 bis 1906 diente er als Soldat in der deutschen Kolonie Kiautschou. 1906 folgte ein Forstpraktikum in Radebeul. Anschließend war er bis 1910 Förster. Von 1910 bis 1913 lebte er in Brasilien, auf jene Zeit basiert sein Buch Irrlichter im Urwald oder das Hohe Lied am Poviemento von 1932.
Nach seiner Rückkehr nach Deutschland kaufte er 1914 ein Sägewerk bei Wittichenau und 119 Morgen Land, die er wegen Ausbruch des Ersten Weltkriegs wieder verkaufen musste. Während des Krieges diente er als Marineinfanterist und wurde im Januar 1919 als Kriegsinvalide aus dem Militärdienst entlassen. Anschließend war er bis November 1922 als Revierförster beim Grafen Lynar im Spreewald angestellt.

### Pionier der Rekultivierung 1922 bis 1941
Mit dem Übergang vom Tief- zum Tagebau im Lausitzer Braunkohlenrevier zu Anfang des 20. Jahrhunderts wurde die Frage nach dem Umgang mit den brachliegenden Flächen, die der Bergbau hinterließ, eine eminente ökologische Frage. Besonders der Direktor der Niederlausitzer Kohlenwerke AG (NKW), Hugo Gabelmann, wollte das Problem angehen und suchte nach fähigem Personal. Zum 1. November 1922 erfolgte Heusons Anstellung bei den NKW. Hier sollte er, neben der Verwaltung des forstwirtschaftlichen Besitzes, vor allem die Aufforstung des ausgekohlten Geländes übernehmen. Innerhalb kürzester Zeit entfaltete Heuson eine beeindruckende Tätigkeit.
Zuerst machte er sich daran, ältere Aufforstungen, die seit etwa 1904 im Revier stattfanden, systematisch auszuwerten in Bezug auf den Erfolg. In einem nächsten Schritt ging er dazu über, eigene Versuchsanpflanzungen durchzuführen. Hierbei experimentierte er sowohl mit den Baumarten als auch mit den unterschiedlichen nachbergbaulichen Substratzusammensetzungen der Böden. Seine überaus erfolgreiche Tätigkeit resultierte in der Veröffentlichung von Praktische Kulturvorschläge für Kippen, Bruchfelder, Dünen und Ödländereien, einem ersten Handlungsleitfaden zur Begrünung des Öd- und Unlandes des Bergbaus. 1928 war er Gründungsmitglied der Aufforstungs-Kommission, eines ersten Zusammenschlusses der Bergbautreibenden der Lausitz, die sich der Auswertung des Niederlausitzer Bergbauvereins, Kontrolle und Verbesserung der Rekultivierung verschrieben hatten. Bis 1944 wirkte sie im Revier und dokumentierte in Jahresberichten die Ergebnisse ihrer Arbeit.
1930 starb Gabelmann, der als wichtigster Protegé Heusons galt. Damit begann Heusons zunehmende Isolation bei der NKW und in der Aufforstungs-Kommission. Seinen Gedanken der Orientierung der Baumartenwahl möglichst an der ursprünglichen Lausitzer Vegetation stand den ökonomischen Interessen eines Wirtschaftswaldes gegenüber. Die Kiefer als „Brotbaum der Lausitz“ wurde vor allem von seinem Konkurrenten Joachim-Hans Copien propagiert. Teile der heutigen Probleme mit Waldbränden und Wassermangel hängen mit dieser Fehlentscheidung zusammen. Zwar blieb Heuson, trotz einer formellen Kündigung 1931, bis 1941 bei den NKW als Revierförster tätig. Darüber hinaus wirkte er ab diesem Zeitpunkt auch als Gutachter für die Rekultivierung und betätigte sich als freier Autor. Dabei knüpfte er spätestens ab 1933 Kontakte zu Landschaftsarchitekten wie Hinrich Meyer-Jungclaussen. 1940 lernte er auch den Reichslandschaftsanwalt Alwin Seifert kennen, was schlussendlich zu seiner Anstellung ab 1. April 1941 als Fachberater beim Reichsverkehrsministerium führte.

### Engagement im Nationalsozialismus
Heuson war von 1924 bis 1930 Mitglied im Stahlhelm. Zum 1. April 1933 trat er in die NSDAP ein (Mitgliedsnummer 1.785.198). Ab 1940 war er Ortsgruppenleiter, Mitglied des Gemeinderates und Hauptstellenleiter für Forstwirtschaft in Schipkau sowie Mitglied der Deutschen Arbeitsfront, der Deutschen Jägerschaft, der Nationalsozialistischen Volkswohlfahrt, dem Reichsnährstand sowie der Reichsschrifttumskammer. Ab Oktober 1941 wurde er Landschaftsanwalt unter Alwin Seifert, eine staatliche Gruppe von Garten und Landschaftsplanern, die an zahlreichen NS-Musterprojekten mitwirkten. Hier galt er als einer der wenigen Praktiker. In dieser Zeit lernte er auch den Landschaftsplaner Otto Rindt kennen, der in der DDR maßgeblich an der Rekultivierung im Lausitzer Revier beteiligt sein sollte.

### Nach 1945
Unmittelbar nach Kriegsende entwarf er Pläne zur Begrünung von Schuttflächen für den Magistrat von Groß-Berlin. Außerdem unterbreitete er der Stadt Senftenberg Pläne die kriegsbedingten Rückstände in der Aufforstung von Kippengelände aufzuarbeiten. Bis 1948 arbeitete er für die Dienststelle für Pflanzenbiologie und Pflanzungstechnik in Görlitz. Über seinen weiteren Lebensweg gibt es nur wenige und widersprüchliche Angaben. Nach Karl Preußner (1996), der sich auf Zeitzeugenaussagen beruft, starb er 1951 in Bayern. Auch alle anderen Autoren beziehen sich auf dieses Jahr. Allerdings starb Heuson, einer Aktennotiz im Archiv der Humboldt-Universität zu Berlin folgend, am 1. September 1955 in Hörlitz.

## Bedeutung
Der Historiker Torsten Meyer bezeichnete den Arbeitsantritt von Heuson bei den NKW 1922 als „turning point“ in der Geschichte der Rekultivierung von Brachflächen des Braunkohlenbergbaus. Heuson war der erste der systematische Erprobungen zur Aufforstung des bergbaubedingten Ödlandes durchführte. Er publizierte den ersten allgemeinen Leitfaden zur Rekultivierung und war Mitbegründer der ersten Aufforstungs-Kommission im Lausitzer Braunkohlenrevier. Auch die von ihm getroffene Baumartenwahl für die Rekultivierung, die sich sowohl an der ursprünglichen Vegetation als auch an den veränderten Bedingungen der Bergbaufolgelandschaft orientierte, ist bis heute wegweisend. Sowohl in der DDR als auch seit der Wiedervereinigung wurden die Pionierleistungen in der naturwissenschaftlichen und historischen Fachliteratur gewürdigt. Zu seinen Ehren brachte die Lausitzer Braunkohlen AG 1992 erneut sein Buch Praktische Kulturvorschläge für Kippen, Bruchfelder, Dünen und Ödländereien heraus.

## Name
Ab 1937 änderte sich die Schreibweise seines Namens von Heusohn in Heuson. Er selbst behauptete, dass es sich bei der bisherigen Schreibweise um einen Fehler handelte, den er korrigieren ließ. Allerdings ist dies wenig plausibel, das er sich erst im Alter von 53 Jahren hierzu entschloss. Wahrscheinlicher ist eine bewusste Namensänderung. Als NSDAP-Mitglied wirkte das auf eine skandinavische Herkunft verweisende Heuson besser als das vermeintlich jüdische Heusohn. Nach 1945 behielt er die Schreibweise Heuson bei.

## Familie
Heuson war verheiratet. Sein Sohn Kurt Heuson (* 15. Mai 1911 in Rispowiomento/Brasilien; † 11. Januar 1944 bei Kirowgrad) war ebenfalls Förster.

## Werke
- Praktische Kulturvorschläge für Kippen, Bruchfelder, Dünen und Ödländereien (1929)
- Irrlichter im Urwald oder das hohe Lied am Poviemento (1932)
- Bodenkultur der Zukunft (1938)
- Biologischer Wasserbau und Wasserschutz (1946)
- Die Kultivierung roher Mineralböden (1947)